# Emblyna mariae
Emblyna mariae là một loài nhện trong họ Dictynidae.
Loài này thuộc chi Emblyna. Emblyna mariae được Ralph Vary Chamberlin miêu tả năm 1948.